# Sender Kalundborg
Der Radiosender Kalundborg bei der gleichnamigen Stadt auf der dänischen Insel Seeland war ein auch in Deutschland empfangbarer Langwellensender und ist heute noch ein Füllsender für die Stadt Kalundborg.

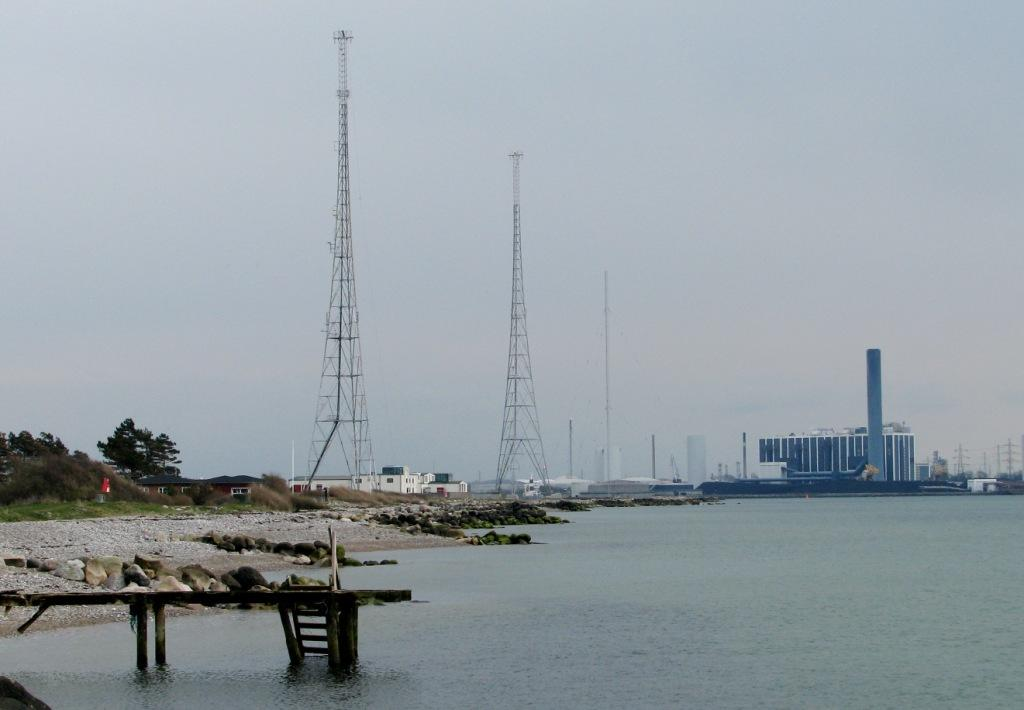
Die Antennentürme nach dem Umbau 2008

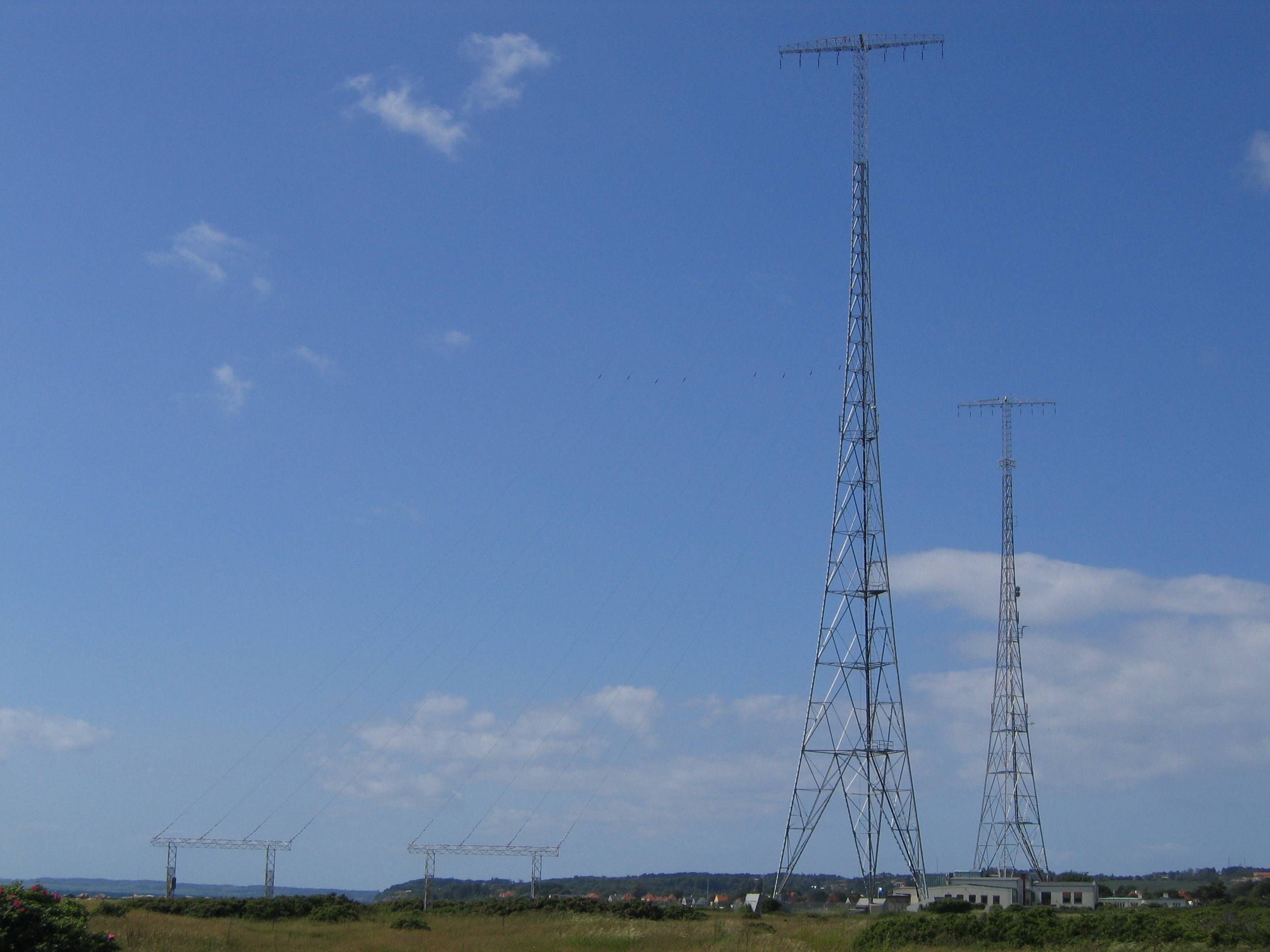
Die beiden 118 Meter hohen Sendetürme des Langwellensenders Kalundborg vor dem Umbau 2008

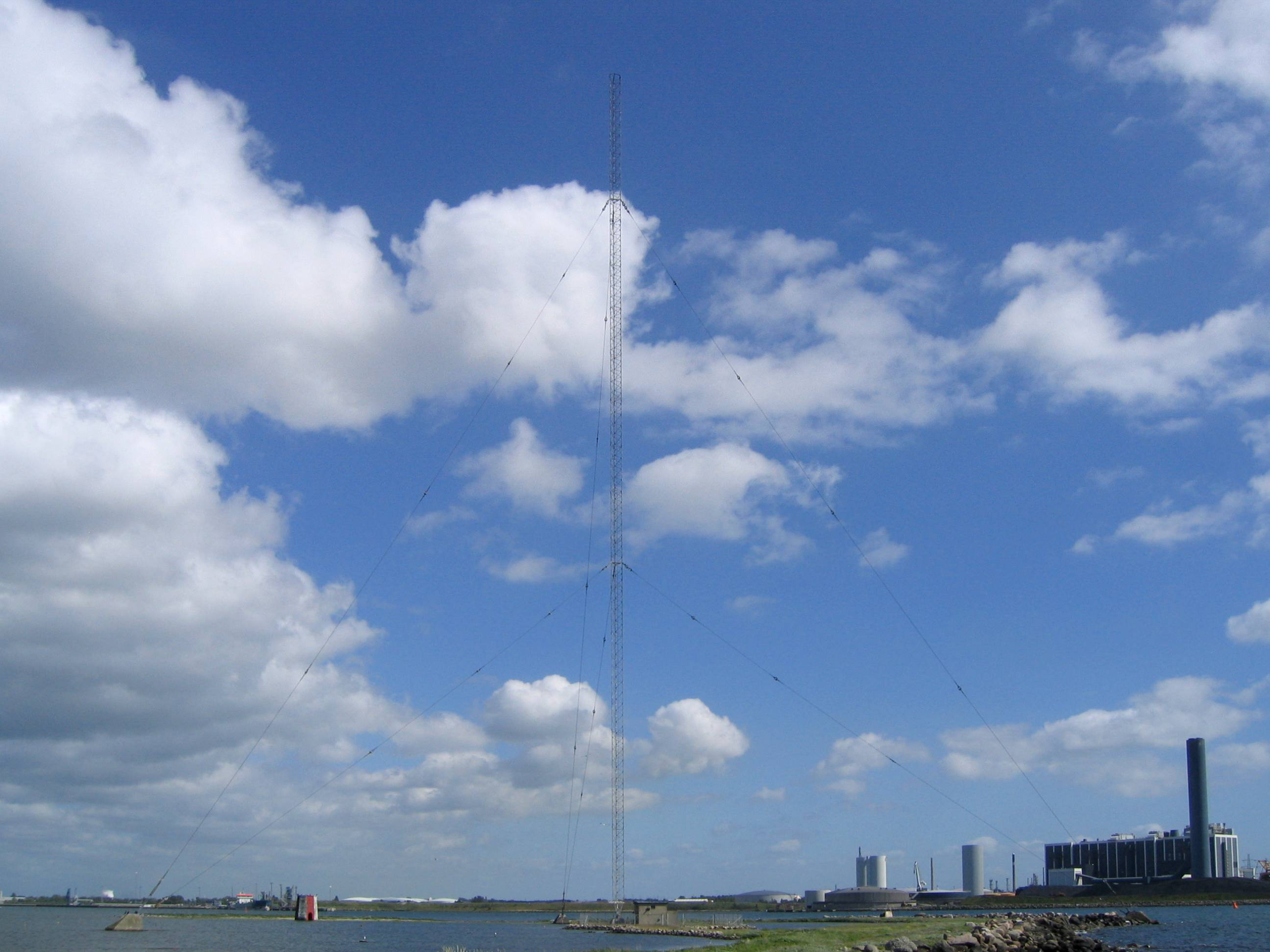
Der 147 Meter hohe Sendemast des Mittelwellensenders Kalundborg

## Langwellensender
Als Sendeantenne für die Langwelle werden zwei 1927 erbaute, freistehende, geerdete Turm-Strahler mit dreieckigem Querschnitt von 118 m Höhe verwendet. Die oben liegenden Dachkapazitäts-Drähte werden durch den Sender an einem Ende gespeist und sind über Resonanz-Spulen mit den Türmen verbunden. Die dabei entstehenden großen Antennenströme werden über die Türme in die Erde abgeleitet (Alexanderson-Antenne). Man kommt deshalb mit geringerer Bauhöhe als bei herkömmlichen Langwellenantennen aus.
Die Türme waren ursprünglich 105 Meter hoch, 1954 wurden sie auf 118 Meter verlängert und mit 20 Meter breiten Traversen bzw. Auslegern ausgestattet, die 8 Strahlerdrähte aufnehmen konnten. Die damals angebrachten, 13 Meter hohen Verlängerungsstücke sind auf den Bildern gut sichtbar.
Ab Oktober 2008 wurde die Langwelle 243 kHz im digitalen Modus DRM (Digital Radio Mondiale) für einige Monate mit reduzierter Leistung in Betrieb genommen, nachdem die analogen Langwellensendungen mit 300 kW Leistung im Jahre 2007 eingestellt wurden. In der Folge wurde die Langwellenantenne umgebaut und von ursprünglich acht Strahlerdrähten nur noch zwei beibehalten. Auch wurden die 1954 an den Turmspitzen angebrachten Traversen weitestgehend abgebaut und die Türme somit entlastet. Der alte analoge Langwellensender übernahm die Sendungen mit 300 kW vom 16. bis 31. Oktober 2009 und wurde betriebsbereit gehalten. Im Sommer 2011 entschied sich der Dänische Rundfunk dazu, die Mittelwellenausstrahlung zugunsten der Langwelle 243 kHz aufzugeben. Hierzu wurde als Ersatz für die alten, 300 kW starken Röhrensender ein neuer, volltransistorierter Langwellensender des Typs Nautel NX50-LW installiert. Somit waren Seewetterberichte, Nachrichten, eine Gymnastiksendung, nautische Nachrichten sowie gelegentliche Sonderprogramme auf Langwelle mit 50 kW zu hören. Gesendet wurde im analogen AM-Modus.
Danmarks Radio beendete die verbliebenen Langwellenausstrahlungen zum 31. Dezember 2023 mit einer dreistündigen Sondersendung. Die beiden Sendetürme befinden sich in einem stark baufälligen Zustand.

## Ehemaliger Mittelwellensender
Für den Mittelwellensender wurde ein 1951 errichteter 147 m hoher, gegen Erde isolierter, selbststrahlender Sendemast als Antenne verwendet. Der Standort unmittelbar am Meer und die damit verbundene gute Leitfähigkeit des Bodens optimierte die Ausbreitung der von ihm abgestrahlten elektromagnetischen Wellen. Er arbeitete auf der Frequenz 1062 kHz.
Der Mittelwellenmast, der bereits seit Juni 2011 nicht mehr aktiv war, wurde am 20. Juni 2012 gesprengt.

## Frequenzen und Programme
Der Sender Kalundborg dient zudem auch als Füllsender für die nahe Stadt Kalundborg. Heute kommt UKW, DAB und DVB-T-Fernsehen von diesem Standort, früher wurde von hier auch analoges Fernsehen ausgestrahlt. Die Sendeantennen sind an einem der beiden Langwellentürme montiert.

### Analoger Hörfunk (UKW)
| Frequenz (MHz) | Programm  | RDS PS   | RDS PI | Regionalisierung | ERP (kW) | Antennendiagramm rund (ND)/gerichtet (D) | Polarisation horizontal (H)/vertikal (V) |
| -------------- | --------- | -------- | ------ | ---------------- | -------- | ---------------------------------------- | ---------------------------------------- |
| 99,1           | The Voice | THEVOICE | 9619   | Sjælland         | 1        | D (10–170°)                              | V                                        |
| 106,8          | myROCK    | myROCK__ | 9624   | Sjælland         | 0,16     | D (10–170°)                              | V                                        |

### Digitaler Hörfunk (DAB)
DAB wird in vertikaler Polarisation und im Gleichwellenbetrieb mit anderen Sendern ausgestrahlt.
| Block                  | Programme (Datendienste) | ERP (kW) | Antennen- diagramm rund (ND), gerichtet (D) | Polarisation horizontal (H)/ vertikal (V) | Gleichwellennetz (SFN) |
| ---------------------- | --- | -------- | ------------------------------------------- | ----------------------------------------- | --- |
| 11C DR DAB2 (DNK10006) | DAB+ Block des Danmarks Radio: - DR P1 (96 kbps, Mono) - DR P2 Klassisk (192 kbps) - DR P3 (128 kbps) - DR P5 (128 kbps) - DR P6 Beat (128 kbps) - DR P7 Mix (128 kbps) - DR P8 Jazz (128 kbps) - DR Ramasjang / DR Ultra (80 kbps, Mono) - DR Mama (128 kbps)                                                        | 0,5      | D (190-170°)                                | V                                         | Gilleleje, Helsingborg, Hillerød, Nykøbing Sjælland, Gladsaxe, Høve, Holbæk, København, Margretheholm, Jyderup, Kalundborg, Vallø, Slagelse, Nyborg, Tommestrup, Hammeren, Højrup, Øverup, Rø, Blykobbe, Nexø, Vordingborg, Taasinge, Vester Sømarken, Kalvehave, Dueodde, Bregninge, Nakskov, Maribo, Nykøbing Falster Hinweis: Die kursiven Senderstandorte sind zur Inbetriebnahme vorgesehen. |
| 12C DK DAB1 (DNK10001) | DAB+ Block des Danmarks Radio - Radio Klassisk (128kbit/s) (DAB+) - Radio Soft (72kbit/s) (DAB+) - Nova fm (72kbit/s) (DAB+) - Pop FM (72kbit/s) (DAB+) - The Voice (72 kbit/s) (DAB+) - radio100 (72kbit/s) (DAB+) - Ekstra Bladet (56kbit/s) (DAB+) - BBC WorldService (40kbit/s) (DAB+) - myROCK (72kbit/s) (DAB+) | 0,5      | D (0-20°, 90–170°, 220–240°, 290–310°)      | V                                         | Skagen, Tolne, Frederikshavn, Sæby, Brønderslev, Læsø, Aalborg-Frejlev, Thisted, Løgstør, Anholt, Øster Doense, Skive, Lemvig, Viborg, Ørum, Randers, Grenaa, Holstebro - Mejrup, Hadsten, Ebeltoft, Silkeborg, Herning, Gilleleje, Ringkøbing, Aarhus, Helsingør, Brædstrup, Hillerød, Nykøbing Sjælland, Horsens, Ølgod, Gladsaxe, Klejs, Høve, Kopenhagen, Jyderup, Kalundborg, Vejle, Køge, Kolding, Esbjerg, Kalvslund, Slagelse, Nyborg, Tommestrup, Hammeren, Sønder Højrup, Haderslev, Næstved, Rø, Rønne, Agerskov, Vordingborg, Aabenraa, Taasinge, Vester Sømarken, Kalvehave, Tønder, Sønderborg West, Bregninge, Nakskov, Kollund, Maribo, Nykøbing Falster |

### Digitales Fernsehen (DVB-T)
| Kanal | Frequenz (in MHz) | Multiplex   | Programme im Multiplex       | ERP (in kW) | Antennen- diagramm rund (ND) / gerichtet (D) | Polarisation horizontal (H) / vertikal (V) |
| ----- | ----------------- | ----------- | ---------------------------- | ----------- | -------------------------------------------- | ------------------------------------------ |
| 23    | 490               | MUX3        | unbekannt (bitte eintragen!) | 0,1         | ND                                           | V                                          |
| 31    | 554               | MUX5        | unbekannt (bitte eintragen!) | 0,1         | ND                                           | V                                          |
| 34    | 578               | DIGI TV-Øst | unbekannt (bitte eintragen!) | 0,1         | ND                                           | V                                          |
| 42    | 642               | MUX4        | unbekannt (bitte eintragen!) | 0,1         | ND                                           | V                                          |
| 48    | 690               | MUX2 Øst    | unbekannt (bitte eintragen!) | 0,1         | ND                                           | V                                          |

### Analoger Hörfunk (MW, LW)
Der Betrieb der Langwelle wurde am 31. Dezember 2023 eingestellt, der Betrieb der Mittelwelle im Juni 2011.
| Frequenz (kHz) | Programm     | ERP (kW) | Sendediagramm rund (ND)/ gerichtet (D) |
| -------------- | ------------ | -------- | -------------------------------------- |
| 243            | DR Langbølge | 50       | ND                                     |
| 1062           | DR P4        | 300      | ND                                     |